# 바킬루스 인페르누스
바킬루스 인페르누스는 열성, 혐기성 세균이다. 버지니아에서 최초로 발견되었다. 2.65 킬로미터에서 2.77 킬로미터까지의 깊이에서 외부 세계와 단절된 채로 발견되었다. 이 세균은 섭씨 50도에서 가장 잘 성장했고, 섭씨 40도나 섭씨 65도에서는 잘 생존하지 않았다.

## 참고 문헌
- Aldrich, Henry. “Microbe from the Deep”. 《Microbe Zoo》. Digital Learning Center for Microbial Ecology.